# Allemagne aux Jeux olympiques d'été de 1936
L'équipe olympique allemande, composée de 348 sportifs, a participé à ses huitièmes Jeux olympiques d'été à Berlin. L'Allemagne avec quatre-vingt-neuf médailles s'est classée au premier rang du classement des nations, devant les États-Unis et la Hongrie.

## Liste des médaillés allemands

### Médailles d'or
| Sport               | Discipline                                | Sportifs | Performance              |
| Médailles d'or : 33 |                                           | |                          |
| Halthérophilie      | - 105 kg                                  | Josef Manger | 410 kg (132,5-122,5-155) |
| Boxe                | mouche 48–51 kg                           | Willy Kaiser |                          |
| Boxe                | super-welter +91 kg                       | Herbert Runge |                          |
| Canoë-kayak         | K1 10 000 m                               | Ernst Krebs |                          |
| Canoë-kayak         | K2 10 000 m                               | Paul Wevers Ludwig Landen |                          |
| Handball            | Tournoi olympique                         | Heinz Körvers Arthur Knautz Helmut Berthold Hans Keiter Wilhelm Brinkmann Fritz Fromm Erich Hermann Willy Bandholz Heinrich Keimig Hans Theilig Karl Kreutzberg Alfred Kingler Wilhelm Müller Kurt Dossin Rudolf Stahl Hermann Hansen Fritz Spengler Edgar Reinhardt Günther Ortmann Wilhelm Baumann Helmut Braselmann Georg Dascher |                          |
| Athlétisme          | Lancer du poids hommes                    | Hans Woellke | 16,20 m                  |
| Athlétisme          | Lancer du javelot hommes                  | Gerhard Stöck | 71,84 m                  |
| Athlétisme          | Lancer du marteau hommes                  | Karl Hein | 56,49 m                  |
| Athlétisme          | Lancer du disque femmes                   | Gisela Mauermayer | 47,63 m                  |
| Athlétisme          | Lancer du javelot femmes                  | Tilly Fleischer | 45,18 m                  |
| Pentathlon moderne  | .                                         | Gotthard Handrick | 31,5 points              |
| Cyclisme sur piste  | Sprint                                    | Toni Merkens | 11 s 8                   |
| Cyclisme sur piste  | Tandem                                    | Ernst Ihbe Carl Lorenz |                          |
| Équitation          | Dressage individuel                       | Heinz Pollay |                          |
| Équitation          | Dressage par équipe                       | Heinz Pollay Friedrich Gerhard Hermann von Oppeln-Bronikowski |                          |
| Équitation          | Saut d'obstacles individuel               | Kurt Hasse |                          |
| Équitation          | Saut d'obstacles par équipe               | Kurt Hasse Marten von Barnekow Heinz Brandt |                          |
| Équitation          | Concours complet individuel               | Ludwig Stubbendorf |                          |
| Équitation          | Concours complet par équipe               | Ludwig Stubbendorf Rudolf Lippert Konrad Freiherr von Wangenheim |                          |
| Aviron              | Skiff hommes                              | Gustav Schäfer | 8 min 21 s 5             |
| Aviron              | Deux en pointe sans barreur hommes        | Willi Eichhorn Hugo Strauß | 8 min 16 s 1             |
| Aviron              | Deux en pointe avec barreur hommes        | Gerhard Gustmann Herbert Adamski Dieter Arend | 8 min 36 s 9             |
| Aviron              | Quatre en pointe sans barreur hommes      | Rudolf Eckstein Anton Rom Martin Karl Wilhelm Menne | 7 min 01 s 8             |
| Aviron              | Quatre en pointe avec barreur hommes      | Hans Maier Walter Volle Ernst Gaber Paul Söllner Fritz Bauer | 7 min 16 s 2             |
| Tir                 | Pistolet feu rapide à 25 m                | Cornelius van Oyen | 580 points               |
| Voile               | Quillard deux équipiers Star open (mixte) | Hans-Joachim Weise Peter Bischoff | 80 points                |
| Gymnastique         | Concours général individuel hommes        | Alfred Schwarzmann | 113,100 points           |
| Gymnastique         | Concours général par équipes hommes       | Alfred Schwarzmann Konrad Frey Matthias Volz Willi Stadel Franz Beckert Walter Steffens Innozenz Stangl Ernst Winter | 657,430 points           |
| Gymnastique         | Cheval d'arçons hommes                    | Konrad Frey | 19,433 points            |
| Gymnastique         | Saut hommes                               | Alfred Schwarzmann | 19,200 points            |
| Gymnastique         | Barres parallèles hommes                  | Konrad Frey | 19,067 points            |
| Gymnastique         | Concours général par équipes femmes       | Gertrud Meyer Erna Bürger Käthe Sohnemann Isolde Frölian Anita Bärwirth Paula Pöhlsen Friedl Iby Julie Schmitt | 506,500 points           |

### Médailles d'argent
| Sport                   | Discipline                                      | Sportifs | Performance                  |
| Médailles d'argent : 26 |                                                 | |                              |
| Halthérophilie          | Poids moyens (jusqu'à 75 kg)                    | Rudolf Ismayr | 352,5 kg (107,5-102,5-142,5) |
| Halthérophilie          | Poids mi-lourds (jusqu'à 82,5 kg)               | Eugen Deutsch | 365 kg (105-110-150)         |
| Boxe                    | poids welters 64–69 kg                          | Michael Murach |                              |
| Boxe                    | mi-lourds 75–81 kg                              | Richard Vogt |                              |
| Hockey sur gazon        | Tournoi olympique                               | Karl Dröse Herbert Kemmer Erich Zander Alfred Gerdes Erwin Keller Heinz Schmalix Harald Huffmann Werner Hamel Kurt Weiß Hans Scherbart Fritz Messner Rudolf Warnholtz Detlef Okrent Hermann Auf der Heide Heinrich Peter Carl Menke Heinz Raack Paul Mehlitz Ludwig Beisiegel Carl Ruck Erich Cuntz Werner Kubitzki |                              |
| Canoë-kayak             | K1 1 000 m                                      | Helmut Cämmerer |                              |
| Canoë-kayak             | K2 1 000 m                                      | Ewald Tilker Fritz Bondroit |                              |
| Canoë-kayak             | F2 10 000 m                                     | Willi Horn Erich Hanisch |                              |
| Athlétisme              | Saut en longueur hommes                         | Luz Long | 7,87 m                       |
| Athlétisme              | Lancer du marteau hommes                        | Erwin Blask | 55,04 m                      |
| Athlétisme              | 80 m haies                                      | Anni Steuer | 11 s 7                       |
| Athlétisme              | Lancer du javelot femmes                        | Luise Krüger | 43,29 m                      |
| Équitation              | Dressage individuel                             | Friedrich Gerhard |                              |
| Lutte                   | Lutte gréco-romaine, Poids mi-moyens (66–72 kg) | Fritz Schäfer |                              |
| Lutte                   | Lutte gréco-romaine, Poids moyens, (72–79 kg)   | Ludwig Schweickert |                              |
| Lutte                   | Lutte libre, Poids légers, (61–66 kg)           | Wolfgang Ehrl |                              |
| Aviron                  | Deux de couple hommes                           | Willi Kaidel Joachim Pirsch | 7 min 26 s 2                 |
| Tir                     | Pistolet feu rapide à 25 m                      | Heinrich Hax | 571 points                   |
| Tir                     | Pistolet à 50 m                                 | Erich Krempel | 91 points                    |
| Natation                | 200 m brasse homme                              | Erwin Sietas | 2 min 49 s 9                 |
| Natation                | 200 m brasse femme                              | Martha Genenger | 3 min 04 s 2                 |
| Natation                | 4 x 100 m nage libre femme                      | Ruth Halbsguth Leni Lohmar Ingeborg Schmitz Gisela Arendt | 4 min 36 s 8                 |
| Water Polo              | Tournoi olympique                               | Paul Klingenburg Bernhard Baier Fritz Gunst Gustav Schürger Josef Hauser Alfred Kienzle Hans Schulze (en) Helmuth Schwenn Hans Schneider Heinrich Krug Fritz Stolze |                              |
| Voile                   | Monotype olympique ou "Olympia Jolle" (mixte)   | Werner Krogmann | 150 points                   |
| Gymnastique             | Barre fixe hommes                               | Konrad Frey | 19,267 points                |
| Escrime                 | Fleuret individuel                              | Helene Mayer |                              |

### Médailles de bronze
| Sport                    | Discipline                                 | Sportifs | Performance    |  |
| Médailles de bronze : 30 |                                            | |                |  |
| Boxe                     | Poids plumes - de 57,15 kg                 | Josef Miner |                |  |
| Escrime                  | Fleuret par équipe hommes                  | Siegfried Lerdon August Heim Erwin Casmir Julius Eisenecker Stefan Rosenbauer Otto Adam                                               |                |  |
| Escrime                  | Sabre par équipe hommes                    | Hans Jörger Julius Eisenecker August Heim Erwin Casmir Richard Wahl Hans Esser                                                        |                |  |
| Halthérophilie           | Poids léger (jusqu'à 67,5 kg)              | Karl Jansen | 327,5 kg       |  |
| Halthérophilie           | Poids moyen (jusqu'à 75 kg)                | Adolf Wagner (de) | 352,5 kg       |  |
| Canoë-kayak              | C1 1 000 m                                 | Erich Koschik |                |  |
| Canoë-kayak              | F1 10 000 m                                | Xaver Hörmann |                |  |
| Athlétisme               | 3 000 mètres steeple hommes                | Alfred Dompert | 9 min 07 s 02  |  |
| Athlétisme               | 4 x 100 mètres hommes                      | Wilhelm Leichum Erich Borchmeyer Erwin Gillmeister Gerd Hornberger                                                                    | 41 s 2         |  |
| Athlétisme               | 4 x 400 mètres hommes                      | Helmut Hamann Friedrich von Stülpnagel Harry Voigt Rudolf Harbig                                                                      | 3 min 11 s 8   |  |
| Athlétisme               | Lancer du poids hommes                     | Gerhard Stöck | 15,66 m        |  |
| Athlétisme               | 100 m femmes                               | Käthe Krauß | 11 s 9         |  |
| Athlétisme               | Lancer du disque femmes                    | Paula Mollenhauer | 39,80 m        |  |
| Athlétisme               | Saut en hauteur femmes                     | Elfriede Kaun | 1,60 m         |  |
| Cyclisme sur piste       | Kilomètre                                  | Rudolf Karsch |                |  |
| Voile                    | 8 m JI (mixte)                             | Hans Howaldt Alfried Krupp von Bohlen und Halbach Felix Scheder-Bischien Eduard Mohr Fritz Bischoff Otto Wachs                        |                |  |
| Lutte                    | Lutte gréco-romaine, Poids coq (-56 kg)    | Jakob Brendel |                |  |
| Lutte                    | Lutte gréco-romaine, Poids lourd, (+87 kg) | Kurt Hornfischer |                |  |
| Lutte                    | Lutte libre, Poids mi-lourds (79 – 87 kg)  | Erich Siebert |                |  |
| Lutte                    | Lutte gréco-romaine, Poids coq (-56 kg)    | Johannes Herbert |                |  |
| Natation                 | Plongeon de haut vol hommes                | Hermann Stork |                |  |
| Natation                 | Plongeon de haut vol femmes                | Käthe Köhler |                |  |
| Natation                 | 100 m nage libre femmes                    | Gisela Arendt |                |  |
| Aviron                   | Huit en pointe avec barreur                | Alfred Rieck Helmut Radach Hans Kuschke Heinz Kaufmann Gerd Völs Werner Loeckle Hans-Joachim Hannemann Herbert Schmidt Wilhelm Mahlow | 6 min 26 s 4   |  |
| Gymnastique              | Concours général individuel hommes         | Konrad Frey | 111,532 points |  |
| Gymnastique              | Sol hommes                                 | Konrad Frey | 18,466 points  |  |
| Gymnastique              | Anneaux hommes                             | Matthias Volz | 18,667 points  |  |
| Gymnastique              | Saut hommes                                | Matthias Volz | 18,467 points  |  |
| Gymnastique              | Barres parallèles hommes                   | Alfred Schwarzmann | 18,967 points  |  |
| Gymnastique              | Barres fixes hommes                        | Alfred Schwarzmann | 19,233 points  |  |

## Sources
- (en) Cet article est partiellement ou en totalité issu de l’article de Wikipédia en anglais intitulé « Germany at the 1936 Summer Olympics » (voir la liste des auteurs).

- (de) Cet article est partiellement ou en totalité issu de l’article de Wikipédia en allemand intitulé « Olympische Sommerspiele 1936/Teilnehmer_(Deutschland) » (voir la liste des auteurs).

1. ↑  les matchs du tournoi de handball se disputaient en plein air, sur gazon, et à 11 joueurs